# Дупци
Дупци су насеље у Србији у општини Брус у Расинском округу. Према попису из 2022. било је 321 становника.
Име села потиче од старе словенске речи за храст – „дуб“. Село је углавном сконцентрисано уз реку Расину која кроз њега протиче и на 40. км пута Крушевац - Брус. У селу се налази школа и црква Св. Архангела Гаврила из 18. века. Црква је брвнара (у потпуности израђена од дрвета) из турског периода, и као таква једна је од ретких у Србији.

## Демографија
У насељу Дупци живи 363 пунолетна становника, а просечна старост становништва износи 43,7 година (43,7 код мушкараца и 43,8 код жена). У насељу има 151 домаћинство, а просечан број чланова по домаћинству је 3,02.
Ово насеље је великим делом насељено Србима (према попису из 2002. године), а у последња три пописа, примећен је пад у броју становника.
|             | \| Демографија[2] \| Демографија[2] \| Демографија[2] \| \| Година \| Становника \| Становника \| \| -------------- \| -------------- \| -------------- \| \| 1948. \| 624 \| \| \| 1953. \| 683 \| \| \| 1961. \| 623 \| \| \| 1971. \| 511 \| \| \| 1981. \| 489 \| \| \| 1991. \| 480 \| 474 \| \| 2002. \| 456 \| 476 \| \| 2011. \| 360 \| \| |            |
| Демографија | |            |
| Година      | Становника | Становника |
| 1948.       | 624 |            |
| 1953.       | 683 |            |
| 1961.       | 623 |            |
| 1971.       | 511 |            |
| 1981.       | 489 |            |
| 1991.       | 480 | 474        |
| 2002.       | 456 | 476        |
| 2011.       | 360 |            |

| Етнички састав према попису из 2002.‍ | Етнички састав према попису из 2002.‍ | Етнички састав према попису из 2002.‍ | Етнички састав према попису из 2002.‍ | Етнички састав према попису из 2002.‍ |
| ------------------------------------ | ------------------------------------ | ------------------------------------ | ------------------------------------ | ------------------------------------ |
|                                      |                                      |                                      |                                      |                                      |
| Срби                                 | Срби                                 |                                      | 430                                  | 94,29%                               |
| Роми                                 | Роми                                 |                                      | 3                                    | 0,65%                                |
| Црногорци                            | Црногорци                            |                                      | 1                                    | 0,21%                                |
| Мађари                               | Мађари                               |                                      | 1                                    | 0,21%                                |
| непознато                            | непознато                            |                                      | 19                                   | 4,16%                                |

| Година пописа     | 1948. | 1953. | 1961. | 1971. | 1981. | 1991. | 2002. |
| ----------------- | ----- | ----- | ----- | ----- | ----- | ----- | ----- |
| Број домаћинстава | 93    | 106   | 112   | 120   | 125   | 139   | 151   |

| Број чланова      | 1  | 2  | 3  | 4  | 5  | 6 | 7 | 8 | 9 | 10 и више | Просек |
| ----------------- | -- | -- | -- | -- | -- | - | - | - | - | --------- | ------ |
| Број домаћинстава | 31 | 45 | 22 | 23 | 15 | 7 | 4 | 4 | 0 | 0         | 3,02   |

| Пол    | Укупно | Неожењен/Неудата | Ожењен/Удата | Удовац/Удовица | Разведен/Разведена | Непознато |
| ------ | ------ | ---------------- | ------------ | -------------- | ------------------ | --------- |
| Мушки  | 195    | 52               | 126          | 16             | 1                  | 0         |
| Женски | 194    | 32               | 126          | 36             | 0                  | 0         |
| УКУПНО | 389    | 84               | 252          | 52             | 1                  | 0         |

| Пол    | Укупно                    | Пољопривреда, лов и шумарство | Рибарство                            | Вађење руде и камена | Прерађивачка индустрија       |
| ------ | ------------------------- | ----------------------------- | ------------------------------------ | -------------------- | ----------------------------- |
| Мушки  | 97                        | 42                            | 0                                    | 0                    | 30                            |
| Женски | 25                        | 16                            | 0                                    | 0                    | 4                             |
| УКУПНО | 122                       | 58                            | 0                                    | 0                    | 34                            |
| Пол    | Производња и снабдевање   | Грађевинарство                | Трговина                             | Хотели и ресторани   | Саобраћај, складиштење и везе |
| Мушки  | 1                         | 9                             | 3                                    | 0                    | 1                             |
| Женски | 0                         | 1                             | 2                                    | 0                    | 0                             |
| УКУПНО | 1                         | 10                            | 5                                    | 0                    | 1                             |
| Пол    | Финансијско посредовање   | Некретнине                    | Државна управа и одбрана             | Образовање           | Здравствени и социјални рад   |
| Мушки  | 0                         | 2                             | 2                                    | 2                    | 0                             |
| Женски | 0                         | 1                             | 0                                    | 0                    | 0                             |
| УКУПНО | 0                         | 3                             | 2                                    | 2                    | 0                             |
| Пол    | Остале услужне активности | Приватна домаћинства          | Екстериторијалне организације и тела | Непознато            | Непознато                     |
| Мушки  | 4                         | 0                             | 0                                    | 1                    | 1                             |
| Женски | 0                         | 0                             | 0                                    | 1                    | 1                             |
| УКУПНО | 4                         | 0                             | 0                                    | 2                    | 2                             |